# Reinaldo Arenas
Reinaldo Arenas (16 iulie, 1943 – 7 decembrie, 1990) a fost un poet, romancier și dramaturg cubanez.

În anul 1988 i s-a publicat în traducere românească romanul Castelul, traducere de Doina Lincu, la editura Militară din București. 
1. ↑  Reinaldo Arenas Fuentes - Munzinger Biographie (în engleză), Munzinger Personen, accesat în 5 mai 2024
2. ↑  Reinaldo Arenas (1943-1990) (în engleză), Autoritatea BnF, accesat în 10 octombrie 2015
3. 1 2  CONOR.SI[*] Verificați valoarea |titlelink= (ajutor)